# Securigera cristata
Securigera cristata är en insektsart som först beskrevs av Bruner, L. 1906.  Securigera cristata ingår i släktet Securigera och familjen Romaleidae. Inga underarter finns listade i Catalogue of Life.